# Alan II d'Avaugour
Alain II d'Avaugour (nascut el 1224 mort cap a 1267) hereu d'Avaugour i del Goëlo, senyor de Dinan.

## Un hereu
Alan II d'Avaugour era el fill gran d'Enric II d'Avaugour i de Margarida de Mayenne.
Es va casar el 1246 amb Clemència de Beaufort filla d'Alain de Beaufort i d'Havoisa de Dinan i a aquest títol va heretar la meitat de la senyoria de Dinan dita Dinan-Nord.
Després de la mort de la seva mare i de la seva tia el 1256 hereta les senyories de Mayenne i de Dinan-Bécherel reunint així les dues senyories de Dinan separades des de 1123. Alain d'Avaugour senyor del conjunt de la ciutat de Dinan seria de fet a l'origen de la fundació del convent dels Franciscans, sovint atribuïda al seu pare
El 1264 ell céde el conjunt del patrimoni heretat de la seva mare i el de la seva esposa al duc Joan I el Roig de Bretanya, per 16.000 llibres torneses. El seu pare el va considerar llavors com a "prodig" i intenta fer anul·lar la transacció pel Tribunal Suprem Reial de París el 1267 en nom del seu net Enric III d'Avaugour. Va seguir un llarg procediment que va permetre a Enric III d'Avaugour de recuperar una part del patrimoni de la seva mare, sobretot la senyoria de Dinan Nord cap a 1287.
Alain d'Avaugour segurament ja era en aquesta època mort o se'n havia anat de Bretanya per viure en els dominis de la seva segona esposa, ja que es perd el seu rastre després de 1268.

## Matrimoni i posteritat
Alan d'Avaugour va contreure dos matrimonis: 
1) Amb Clemència de Beaufort a Pléguer Dame de Dinan Nord del qual van néixer:
- Enric III d'Avaugour
- Joana d'Avaugour, dama de La Roche-Suhart a Trémuson (+ 1299, enterrada als Franciscans de Dinan), qui el juny de 1287 es va casar amb Geoffroy IV de Dinan-Montafilant (vers 1260 † 9 de març de 1312 enterrat als Franciscans de Dinan), cavaller, senyor de Montafilant al Corseul, de Runfao a Ploubezre i del Guildo a Créhen

2) Amb Maria de Beaumont filla de Guillem de Beaumont, comte de Caserta al Regne de Nàpols i vídua de Joan de Clermont.